# 이고 묘역
이고 묘역은 대한민국 경기도 수원시 장안구 하광교동에 있다. 2007년 6월 3일 수원시의 향토유적 제22호로 지정되었다.

## 개요
이고(李皐, 1338~1420)의 본관은 여주이고 호는 망천이며, 사온령공 이윤방(1310~?)의 아들이다. 고려 말 관직에 나아가 한림원학사에 올랐으나 고려가 쇠망해 가자 수원으로 내려와 은거하였다. 수원에서 널리 알려진 팔달산, 권선구 등의 지명은 모두 이고와 관련된 것이고, 1795년 정조가 묘역에 치제하면서 ‘팔달산주인’으로 일컬어 수원의 대표적인 인물로 알려지게 되었다. 묘역에는 후대에 마련한 것으로 추정되는 혼유석, 상석, 향로석과 1733년(영조 9)에 건립한 묘표가 있다.